# Pierre-Joseph Redouté
Pierre-Joseph Redouté, belgijski ilustrator in botanik flamskega rodu, * 10. julij 1759, Saint-Hubert, Belgija, † 19. junij 1840, Pariz, Francija.
Najbolj je poznan po akvarelih vrtnic, lilij in drugih rož v  Malmaisonu; posledično je dobil vzdevek Rafael rož. Kljub temu da je bil uradni dvorni umetnik (in tutor) kraljice Marije Antoinette, je preživel tako francosko revolucijo kot vladavino terorja.
V svoji karieri je izdelal več kot 2100 izdanih del, v katerih je upodobil preko 1800 različnih vrst; veliko od njih je bilo prvič upodobljenih. Velja za enega najpomembnejših slikarjev rož vseh časov oz. botaničnih ilustratorjev vseh časov.